# 名侦探柯南 江户川柯南失踪事件 ～史上最糟糕的两天～
《名侦探柯南 江户川柯南失踪事件 ～史上最糟糕的两天～》，為2014年12月26日播出的電視動畫《名偵探柯南》特别节目。本作的DVD將随单行本第86卷初回限定版附送。

## 概要
本次节目是读卖电视台、日本电视台为纪念《名侦探柯南》漫画连载20周年而制作的2小时电视动画特别篇。配合2015年4月18日播出的劇場版第19部《名偵探柯南：業火的向日葵》，作為「名偵探柯南祭」的一部分製播。
剧本是电影《落KEY人生》的导演兼編劇内田贤治執筆，以1926年發生的「阿加莎·克里斯蒂失蹤事件」為藍本，劇情圍繞在《落KEY人生》的登場人物身上。
本作雖為電視動畫特別篇，但是以如同劇場版的方式製作，加入開場白，故事本身的結尾不同於前註解所述的劇場版僅以片尾曲帶過，而是以劇情穿插方式進行。
客串聲優分別是香川照之與廣末涼子，他們將接續《落KEY人生》的角色，為“殺手近藤”與“水島香苗”進行配音演出。

## 劇情
江戶川柯南、灰原哀與毛利蘭三人到澡堂泡澡，柯南在男浴室的更衣室發現兩名可疑的男子，接著在浴池不慎滑倒暈厥。而後被方才看到的可疑男子龍（草尾毅飾）與近藤（香川照之飾）以送他去醫院為藉口將他帶走，柯南也因此發現，這兩個人是秘密社會裡的有名人物，來到澡堂是要執行秘密任務。
聽說柯南被送往醫院的小哀與毛利蘭，到了最近的醫院尋找，卻沒有柯南被送醫的紀錄。就在此時，毛利蘭的手機收到來自工藤新一的郵件，卻似乎是柯南傳送的訊息——「傷口並無大礙，不用擔心。跟認識的大哥哥一起去吃飯了」。而被帶走後甦醒的柯南竟然失憶了！
在那之後，水島香苗（廣末涼子飾）為了調查丈夫的外遇，來到毛利小五郎的偵探事務所。毛利小五郎隨著她到了她丈夫從事萬事屋工作時的工作室，卻意外發現他居然就是傳說中的殺手近藤！而香苗卻對丈夫在秘密社會裡工作的事情一無所知。
另一方面，近藤則與各自執行著指示的犯罪者們，隨機應變的阿辰、鑰匙行阿丸（闖空門專家）、天才詐騙高手娜娜、天才駭客艾姆，在不知道幕後黑手的情形下集結在一起。隨著幕後黑手的指令，一步步執行任務，甚至利用失憶的柯南，最終知道了幕後黑手意圖用炸彈炸死正參訪日本的尼泊里卡國首相的孩子們。然而此時，為了救回柯南而追查可疑人物的灰原哀與阿笠博士生命也收到了威脅。
實為佯裝失憶與昏睡的柯南，在觀察下得知得知幕後黑手即是隨機應變的阿辰，為了阻撓計畫，與近藤合作假意執行任務。可惜最終被識破導致全被抓住。幸好誤會新一和柯南在一起而追著柯南的毛利蘭，打倒了監視他們的天才駭客M，成功救了大家。同時，近藤則被以妻子香苗威脅，繼續聽從阿辰的命令，坐上裝有炸彈的卡車後，等待下一步指示。就在阿辰才剛下令他開著卡車，前去炸死首相夫人與其孩子們搭乘的轎車之時，警察闖入了他們所在的房間，將幕後黑手阿辰及同夥娜娜逮捕。
實際上，近藤的手機早已交給柯南，柯南偽裝成近藤的聲音和阿辰對話，在對話中得知阿辰之前偷偷闖入了近藤的秘密辦公室，碰巧接到了來自國外暗殺尼泊里卡國首相的孩子們的任務，並利用了近藤曾經調查過的各種犯罪者資訊，計畫了此次的暗殺。

## 登場角色
- 台灣配音有兩種版本，分為普威爾和曼迪代理版，其中曼迪版與中國上海新創華為同一配音版本。

| 角色             | 配音員          | 配音員      | 配音員      | 配音員        | 簡介 |
| 角色             | 日本            | 臺灣        | 臺灣        | 香港          | 簡介 |
| 角色             | 日本            | 普威爾      | 曼迪        | 香港          | 簡介 |
| 原作角色         | 原作角色        | 原作角色    | 原作角色    | 原作角色      | 原作角色 |
| ---------------- | --------------- | ----------- | ----------- | ------------- | --- |
| 江户川柯南       | 高山南          | 蔣篤慧      | 蔣篤慧      | 周恩恩        | 本作男主角，原是知名的關東高中生偵探工藤新一，因被黑暗組織的琴酒灌下毒藥而身體縮小，化名江戶川柯南，寄住在毛利家中並暗中調查黑暗組織。 |
| 工藤新一         | 山口勝平        | 劉傑        | 劉傑        | 李家傑        | 本作男主角，原是知名的關東高中生偵探工藤新一，因被黑暗組織的琴酒灌下毒藥而身體縮小，化名江戶川柯南，寄住在毛利家中並暗中調查黑暗組織。 |
| 毛利蘭           | 山崎和佳奈      | 魏晶琦      | 魏晶琦      | 王夢華        | 新一的同學兼青梅竹馬，運動神經發達，擅長空手道，是全國高中空手道關東大賽的冠軍。                                                       |
| 毛利小五郎       | 小山力也        | 曹冀魯      | 曹冀魯      | 黃志明        | 毛利蘭的父親，有著沉睡小五郎之稱的私家偵探，並開設毛利偵探事務所。                                                                     |
| 灰原哀           | 林原惠          | 魏晶琦      | 魏晶琦      | 陳子瑩        | 本名宮野志保，原黑暗組織的科學家，代號雪莉。吃下自己研發的毒藥而身體縮小，化名灰原哀，目前逃離組織並寄住在阿笠博士家中。               |
| 阿笠博士         | 緒方賢一        | 徐健春      | 吳文民      | 黃啟明        | 工藤家的鄰居，為科學家和發明家，柯南使用的特殊道具皆為他發明。                                                                         |
| 吉田步美         | 岩居由希子      | 傅其慧      | 楊凱凱      | 莊巧兒        | 以上三人為帝丹小學一年級生，與柯南和灰原組成少年偵探團。                                                                               |
| 小岛元太         | 高木涉          | 劉傑        | 劉傑        | 陳志強        | 以上三人為帝丹小學一年級生，與柯南和灰原組成少年偵探團。                                                                               |
| 圆谷光彦         | 大谷育江        | 魏晶琦      | 魏晶琦      | 顧詠雪        | 以上三人為帝丹小學一年級生，與柯南和灰原組成少年偵探團。                                                                               |
| 本作角色         |                 |             |             |               | |
| 近藤／山崎信一郎 | 香川照之        | 陳幼文      | 于正昇      | 陳健豪        | 殺手近藤，水島香苗之丈夫。 |
| 水島香苗         | 广末涼子        | 蔣篤慧      | 蔣篤慧      | 顧詠雪        | 山崎信一郎之妻子。 |
| 阿辰(龍)         | 草尾毅          | 劉傑        | 曹冀魯      |               | |
| 娜娜(奈奈)       | 深見梨加        | 傅其慧      | 楊凱凱      | 莊巧兒        | |
| 艾姆(M)          | 水島裕          | 徐健春      | 吳文民      | 李家傑        | |
| 阿丸(馬爾)       | 田原アルノ      | 劉傑        | 曹冀魯      |               | |
| 約翰(喬)         | 白石稔          | 曹冀魯      | 吳文民      |               | |
| 外國人           | 佐藤正治 辻親八 | 原音呈現    | 原音呈現    | 黃志明 陳志強 | |
| 錢湯婆婆         | 真山亞子        | 傅其慧      | 蔣篤慧      | 陳子瑩        | |
| 龜田寬吉         | 秋元羊介        | 徐健春      | 曹冀魯      | 李家傑        | |
| 佐野惠一         | 蓮池龍三        | 劉傑        | 于正昇      |               | |
| 搜查員           | 田中亮一 杉山大 | 劉傑 陳幼文 | 吳文民 劉傑 | 黃志明        | |
| 女主播           | 百々麻子 浅川悠 | 魏晶琦      | 楊凱凱      | 王夢華        | |
| 男主播           |                 | 徐健春      | 吳文民      |               | |
| 首相秘書         |                 | 魏晶琦      | 陳凱莉      | 陳子瑩        | |
| 櫻井武史         | 岩永哲哉        | 曹冀魯      | 吳文民      |               | |
| 大谷編集長       | 楠大典          | 曹冀魯      | 吳文民      | 黃志明        | |

## 配樂
| 類別   | 曲名                                                 | 作詞     | 作曲                                    | 編曲            | 演唱     |
| ------ | ---------------------------------------------------- | -------- | --------------------------------------- | --------------- | -------- |
| 主題曲 | DYNAMITE（收录于MAI KURAKI BEST 151A -LOVE & HOPE-） | 倉木麻衣 | Tesung Kim/Coach&Sendo/Katerina Bramley | Coach&Sendo     | 倉木麻衣 |
| 插曲   | 無敵之心                                             | 倉木麻衣 | 平賀貴大/望月由絵                       | 佐藤俊/田尻尋一 | 倉木麻衣 |

## 製作
- 原作：青山剛昌
- 導演、分鏡：山本泰一郎
- 劇本：內田賢治（日语：内田けんじ）
- 劇本協力：赤城聰
- 選角協力：杉野剛
- 分鏡協力：寺岡巖
- 演出：山本泰一郎、永岡智佳、矢野孝典
- 人物設定 / 總作畫監督：須藤昌朋
- 作畫監督：中島里惠、高橋成之、河村明夫、廣中千惠美、福永智子、野武洋行、岩井伸之、岩佐裕子、平山智（日语：平山智 (アニメーター)）
- 動作作畫導演：清水義治
- 機械作畫導演：水村良男
- 作品設計：小川浩
- 色彩設計：中尾聰子
- 色指定、仕上檢査：中尾聰子、古河壽子、大本真希、金子直美
- 特殊效果：林好美
- 美術監督：福島孝喜
- 撮影監督：小川隆久
- 主標題CG動畫：西山仁
- 音樂：大野克夫
- 音響監督：浦上靖夫（日语：浦上靖夫）、浦上慶子（日语：浦上慶子）
- 混音：田中章喜（日语：田中章喜）
- 混音助手：田口信孝
- 編輯製作：太田惠理子
- 音響效果：横山正和（日语：横山正和）、横山亚纪（日语：横山亜紀）
- 編集：岡田輝滿
- 副製作人：近藤秀峰、米倉功人
- 製作人：諏訪道彥、浅井認（日语：浅井認）、石山桂一
- 企劃、原案合作、製作：週刊少年Sunday編輯部
- 動畫制作：TMS/V1 Studio
- 製作 - 小學館、讀賣電視台、TMS Entertainment

## 發行
香港
- DVD/VCD發售：2015年11月19日（发行商：新映影片）

台灣
- DVD發售：（發行商：普威爾、已絕版）
- 藍光發售：（發行商：普威爾、已絕版）